# Flughafen Luang Prabang

i8
i11
i13
Der Flughafen von Luang Prabang (laotisch ສະຫນາມບິນສາກົນຫຼວງພະບາງ, IATA-Code: LPQ, ICAO-Code: VLLB) ist der internationale Flughafen der laotischen Stadt Luang Prabang.
Er besteht aus einer asphaltierten Piste (2200 × 45 m) sowie einem Terminal. Es gibt nur noch drei weitere internationale Flughäfen im Lande: Den Flughafen Pakse im Süden, den Flughafen Savannakhet und den von Vientiane.

## Zwischenfälle
- Am 12. Februar 1951 verunglückte eine Douglas DC-3/C-47A-80-DL der französischen Aigle Azur (Luftfahrzeugkennzeichen F-OABK) während der Landung auf dem Flughafen Luang Prabang. Alle Insassen überlebten.[1]

- Am 4. Dezember 1954 stürzte eine Douglas DC-3/C-47A-70-DL der Aigle Azur (F-BEIA) 30 Kilometer nördlich des Startflughafens Luang Prabang ab. Die Maschine war im Auftrag der Air Laos unterwegs, um deren ersten Linienflug auf der Strecke Vientiane – Luang Prabang – Namtha – Muong-Sing durchzuführen. Alle 29 Insassen, 3 Besatzungsmitglieder und 26 Passagiere kamen ums Leben.[2][3]

- Am 25. Juli 1967 musste eine Douglas DC-3 der taiwanischen China Airlines, betrieben für die laotische Véha-Akat (XW-PDL) aufgrund schlechten Wetters am Flughafen Luang Prabang in die Warteschleife einfliegen. Dabei kollidierte sie 25 Kilometer südöstlich des Zielflughafens mit den Bergen von Phou Pha Bon, wahrscheinlich aufgrund extrem starker Turbulenz in einem Gebiet heftiger Abwinde. Alle 16 Insassen, drei Besatzungsmitglieder und 13 Passagiere, kamen ums Leben. Das Wrack wurde erst am 28. Oktober 1967 gefunden, drei Monate nach dem Unfall.[4]